# Józef Przesławski
Józef Przesławski (ur. 10 marca 1886 w Łęgowie, zm. 24 stycznia 1949 w Poznaniu) – poznański introligator, działacz społeczny oraz Radny Miejski.

## Życiorys
Wychowywał się w gospodarstwie rolnym ojca Kazimierza i matki Marii z domu Kapsa. Zawodu introligatora uczył się w firmie Tadeusza Kręglewskiego w Wągrowcu. Egzamin czeladniczy zdał 31 lipca 1906 roku w bydgoskiej Izbie Rzemieślniczej. Następnie wyruszył w podróż by podnieść kwalifikacje w zawodzie pracując w wielu zakładach introligatorskich, m.in. w Lipsku, Monachium i Essen. Egzamin mistrzowski zdał w Düsseldorfie 2 października 1913 roku. W 1914 roku został przymusowo wcielony do armii niemieckiej walcząc podczas I wojny światowej na froncie francuskim.

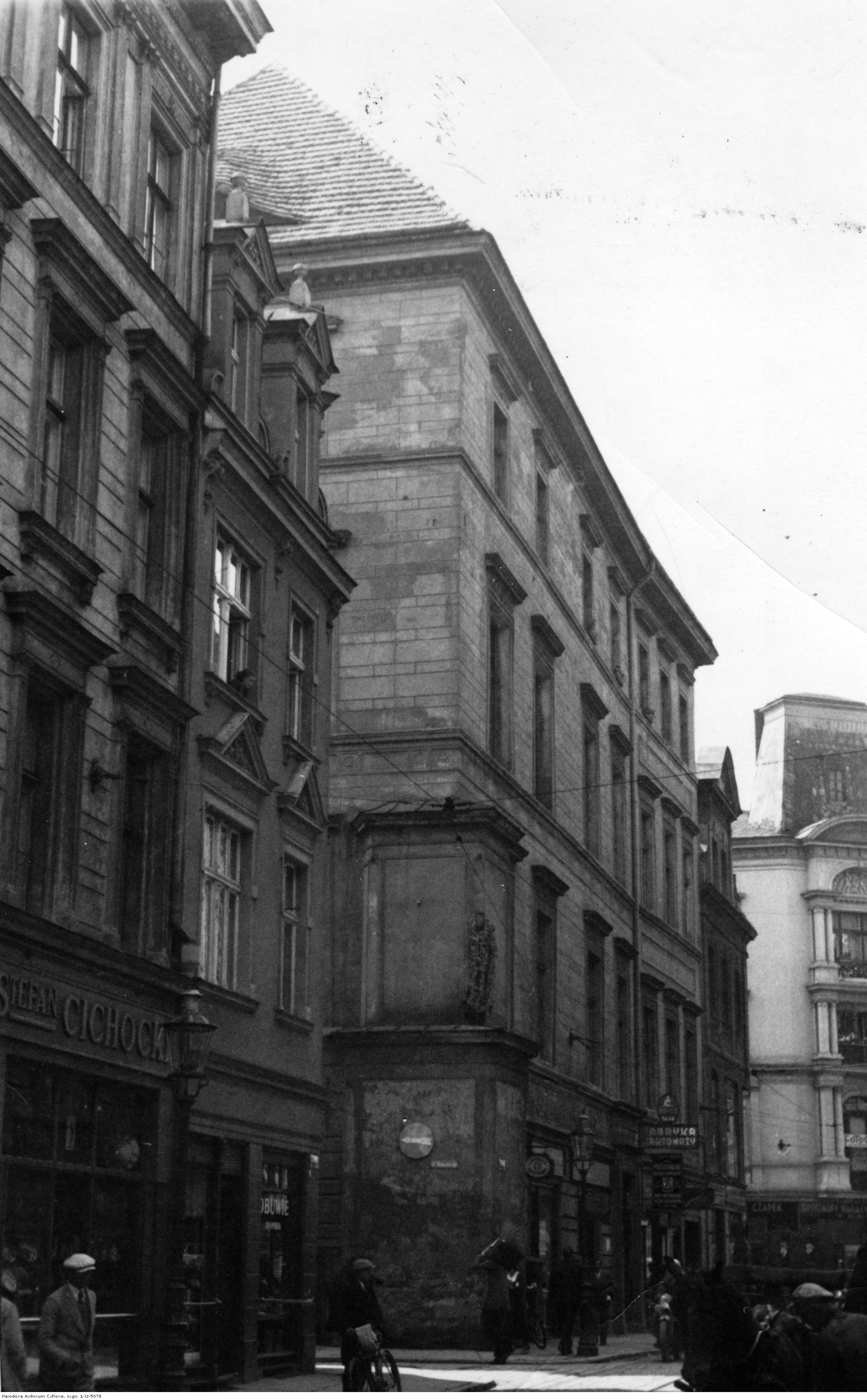
Pałac Górków w Poznaniu, zdjęcie z lat 20. XX w.

W 1919 roku przeprowadził się do Poznania i wspólnie ze Stanisławem Cierniakiem kupił zakład drukarski, założony w 1874 roku przez Niemca Paula Wilcke. Siedziba mieściła się w Pałacu Górków przy ulicy Wodnej 27. Nowi właściciele znacznie zmodernizowali wyposażenie zakładu i podzielili jego pracę na dwa działy: I – fabryka kartonaży i II – introligatornia. Z czasem dodano także drukarnię i szlifiernię noży introligatorskich wraz z hurtownią materiałów do prac introligatorskich. Bardzo ważnym wydarzeniem dla firmy Przesławskiego i Cierniaka była Powszechna Wystawa Krajowa w Poznaniu w roku 1929. Spółka zaprezentowała swoje wyroby w Pawilonie Przemysłu Graficznego i Papierniczego. Spółka została nagrodzona listem pochwalnym za udział w wystawie.
Na początku 1931 roku spółka została rozwiązana, a majątek podzielony pomiędzy byłych współwłaścicieli. Samodzielny zakład Józefa Przesławskiego obejmował około ćwierć I piętra dawnego Pałacu Górków (narożnik ulic Wodnej i Klasztornej), przynależały do niego także piwnice od strony ulicy Klasztornej, w których magazynowano tekturę i arkusze kartonów. Hurtownia materiałów introligatorskich, jak i biuro znajdowała się także na I piętrze (narożnik ulic Wodnej i Świętosławskiej). Zakład realizował wiele różnorakich zamówień. Jednakże największą chlubą były rzemieślnicze, artystyczne prace mistrza. Powstawały oprawy książek na indywidualne zamówienie, złote księgi, druki dyplomów, rulony do dyplomów czy kartonowe pudełka oraz szeroko pojęta galanteria introligatorska.
Józef Przesławski brał udział w wystawach i Targach Poznańskich, między innymi w roku 1922 i 1933. W 1927 roku uczestniczył w Polskiej Wystawie Graficznej w Poznaniu, zorganizowanej przez Polskie Towarzystwo Graficzne w Poznaniu. Angażował się również w działalność środowiska rzemieślniczego, brał udział w I Ogólnopolskim Zjeździe Introligatorów we Lwowie w 1926 roku. W związku z Powszechną Wystawą Krajową odbył się także w Poznaniu Ogólnopolski Zjazd Mistrzów Introligatorskich. Obradowano głównie na temat ówczesnej sytuacji zawodu introligatora i konieczności powołania cechu introligatorów w Poznaniu. Starania Józefa Przesławskiego przyniosły oczekiwany efekt i 29 września odbyło się pierwsze posiedzenie „Cechu Mistrzów Introligatorskich na obwód Poznańskiej Izby Rzemieślniczej”. Na czele poznańskiej organizacji Józef Przesławski stał do wybuchu II wojny światowej. Reprezentował cech między innymi na kolejnym zjeździe mistrzów w Krakowie w 1937 roku.

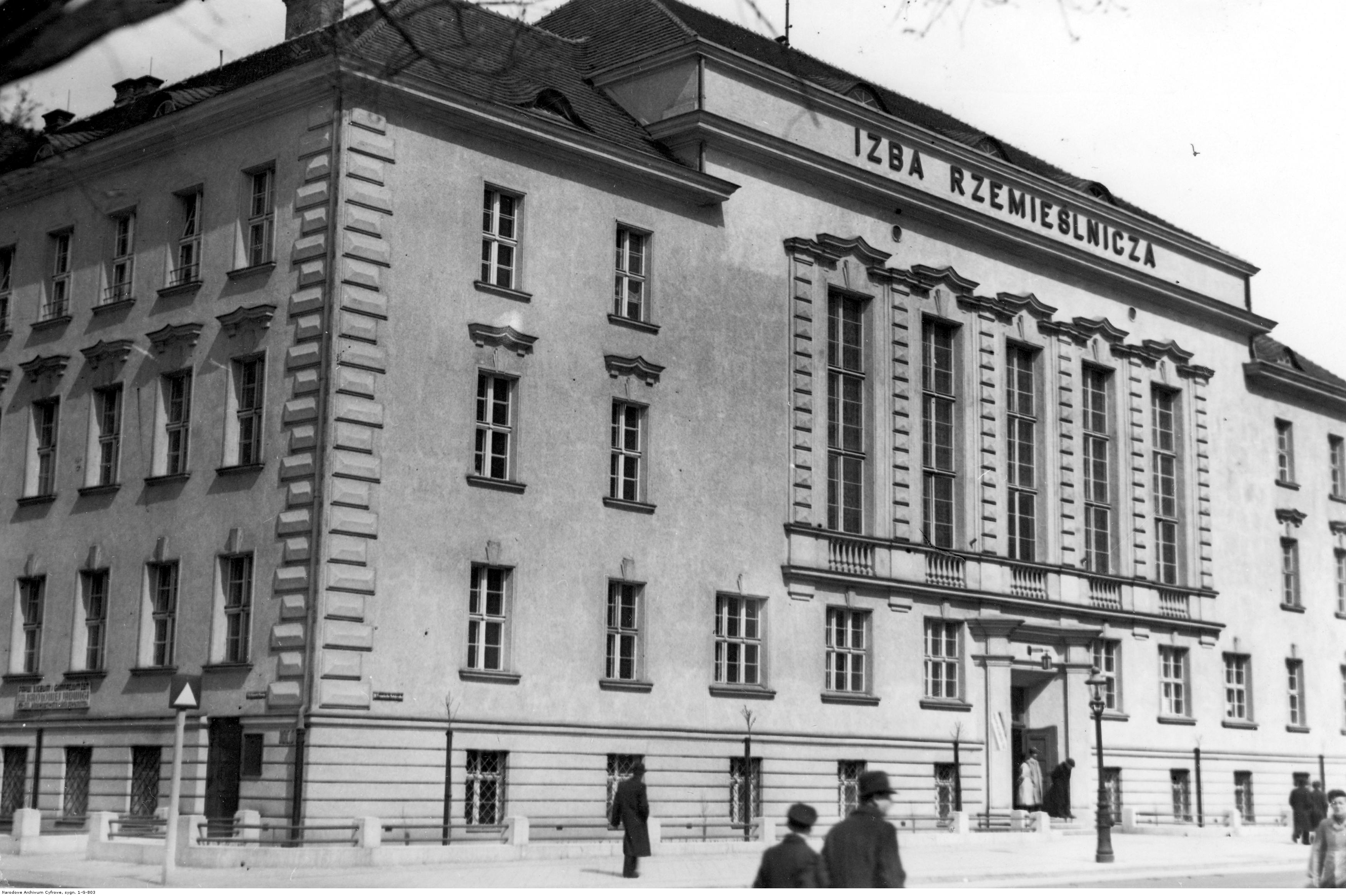
Budynek Izby Rzemieślniczej w Poznaniu, powstały w latach 1927–1929 ze składek środowiska rzemieślniczego

Oprócz pełnienia funkcji Starszego Cechu, Józef Przesławski był także Przewodniczącym Komisji Egzaminacyjnej dla introligatorów, zarówno czeladniczej, jak i mistrzowskiej. Był także członkiem Czerwonego Krzyża i Bractwa Kurkowego. Działał w Towarzystwie Młodych Przemysłowców, a w roku 1939 został wybrany do jego władz. Za swój wkład Zarządzeniem Prezesa Rady Ministrów z 30 września 1938 roku otrzymał Brązowy Krzyż Zasługi. Wystartował też w wyborach do Rady Miejskiej Poznania w grudniu 1938 roku mając na celu polepszenie sytuacji rzemieślników. Kandydował z list Stronnictwa Narodowego, do którego należał od 1925 roku, w okręgu III. W wyniku głosowania z dnia 18 grudnia został wybrany na Radnego Miejskiego Stołecznego Miasta Poznania.
W trakcie II wojny światowej 24 listopada Józef Przesławski został zatrzymany i osadzony w Obozie Zagłady-Forcie VII w Poznaniu. Przebywał w celi numer 60–61 między innymi ze starostą międzychodzkim Stanisławem Czubińskim. W marcu 1940 roku przeniesiono go z Fortu VII do Obozu Przesiedleńczego „Główna”, a następnie został przymusowo wysiedlony z Kraju Warty. Schronienie znalazł w Radomiu, gdzie mieszkał do zakończenia wojny.
Do Poznania powrócił w lutym 1945 roku, chcąc jak najszybciej zacząć pracę w zakładzie. Jednak Pałac Górków został doszczętnie zniszczony i wypalony, a spod gruzów odratowano jedynie kilka maszyn z przedwojennego zakładu. Dlatego też postanowił przenieść firmę w inne miejsce. Nową siedzibą została kamienica przy ulicy Dąbrowskiego 43. Wyremontowano dwa opuszczone mieszkania na parterze. Wytwarzano przede wszystkim galanterię introligatorską, a także oprawiano książki na indywidualne zamówienia. Równocześnie Józef spotykał się z przedwojennymi mistrzami i przyczynił się do reaktywacji Cechu Introligatorów. Aktywnie działał w gronie rzemieślników dla poprawienia trudnej sytuacji w obliczu ograniczania udziału działalności prywatnej w gospodarce. Na Nadzwyczajnym Walnym Zebraniu w dniu 6 lipca 1947 roku został wybrany na stanowisko Starszego Cechu. Liczono, że dzięki ogromnemu doświadczeniu w pracy społecznej przyczyni się do zmiany sytuacji rzemieślników. Ponownie został Przewodniczącym Komisji Egzaminacyjnej dla czeladników w grudniu 1947 roku. Jednakże w sierpniu następnego roku zlikwidowano niezależny cech i utworzono Cech Drukarzy i Introligatorów, kontrolowany przez organy państwowe. Członkami zarządu nowo powstałego cechu zostali: Starszy-Józef Przesławski, Sekretarz-Tadeusz Lewandowski, Skarbnik-Bolesław Zimny. Niedługo potem, 24 stycznia 1949 roku Józef Przesławski zmarł. Pochowany na cmentarzu św. Jana Vianneya w Poznaniu (kw. św. Michała-1-12).

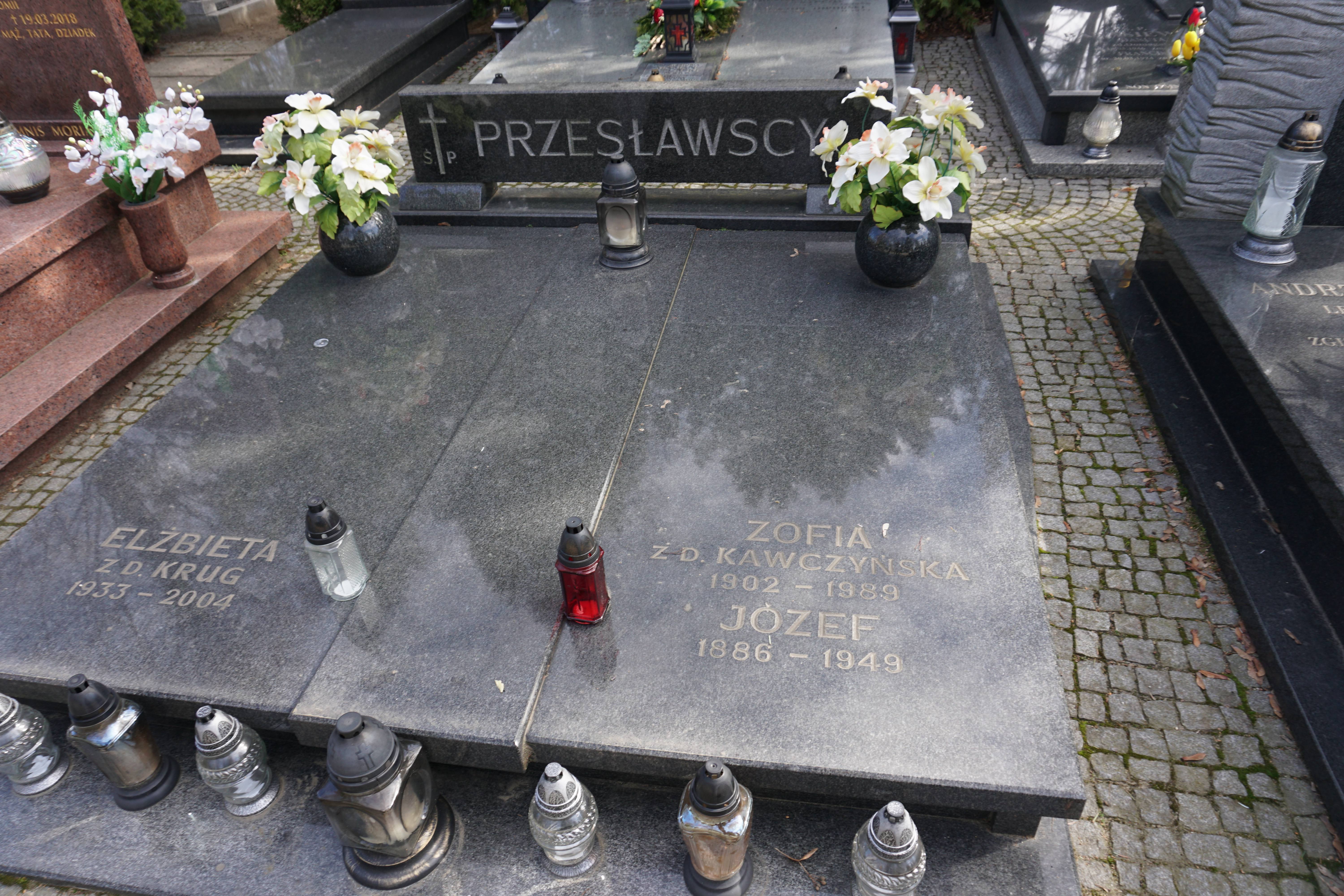
grób Józefa Przesławskiego na cmentarzu parafialnym św. Jana Vianneya w Poznaniu

## Udział w wystawach
Polska Wystawa Graficzna
Zorganizowana przez Polskie Towarzystwo Graficzne w Domu Akademickim „Bratnia Pomoc” przy ulicy św. Marcin 40. Odbyła się w dniach 27 listopada – 4 grudnia 1927 roku. Spółka Przesławski i Cierniak przedstawiła kartonaże, oprawy książek, a w szczególności artystyczną oprawę dzieła Józefa Weyssenhoffa „Soból i Panna”.
XII Międzynarodowe Targi Poznańskie
XII Międzynarodowe Targi Poznańskie odbyły się w dniach 30 kwietnia – 7 maja 1933 roku. Stoisko Zakładu Józefa Przesławskiego mieściło się w dziale graficznym, papierniczo-piśmienniczym i artykułów biurowych. Prezentowano między innymi: segregatory marki „Triumf”, kartonaże oraz materiały introligatorskie.

## Odznaczenia
- Brązowy Krzyż Zasługi (1938)

## Upamiętnienie
W kwietniu 2021 roku Rada Miasta Poznania podjęła uchwałę o nazwaniu skweru w pobliżu ulicy Owsianej na Winogradach, imieniem Józefa Przesławskiego.